# Fontaine-au-Pire
Fontaine-au-Pire is een gemeente in het Franse Noorderdepartement (Frans: département du Nord) (regio Hauts-de-France). (regio Hauts-de-France). De plaats maakt deel uit van het arrondissement Cambrai. Fontaine-au-Pire telde op 1 januari 2022 1.209 inwoners.
Fontaine-au-Pire is in de 19e eeuw gedeeltelijk vergroeid geraakt met Beauvois-en-Cambrésis, een sterk geïndustrialiseerde gemeente ten noorden van het dorp.
De toevoeging "pire" zou teruggaan op pierre 'steen' en verwijzen naar een oude steenweg van Saint-Quentin naar Valenciennes die door het dorp liep.

## Bezienswaardigheden
Een groot deel van de bebouwing is 19e- en vroeg-20e-eeuws. Het dorp is niettemin aanmerkelijk ouder. Van de oude kerk is de zware westertoren bewaard, die in 1577 voltooid werd op de grondvesten van een nog oudere, versterkte toren. De rest van de huidige kerk kwam tussen 1876 en 1883 tot stand.

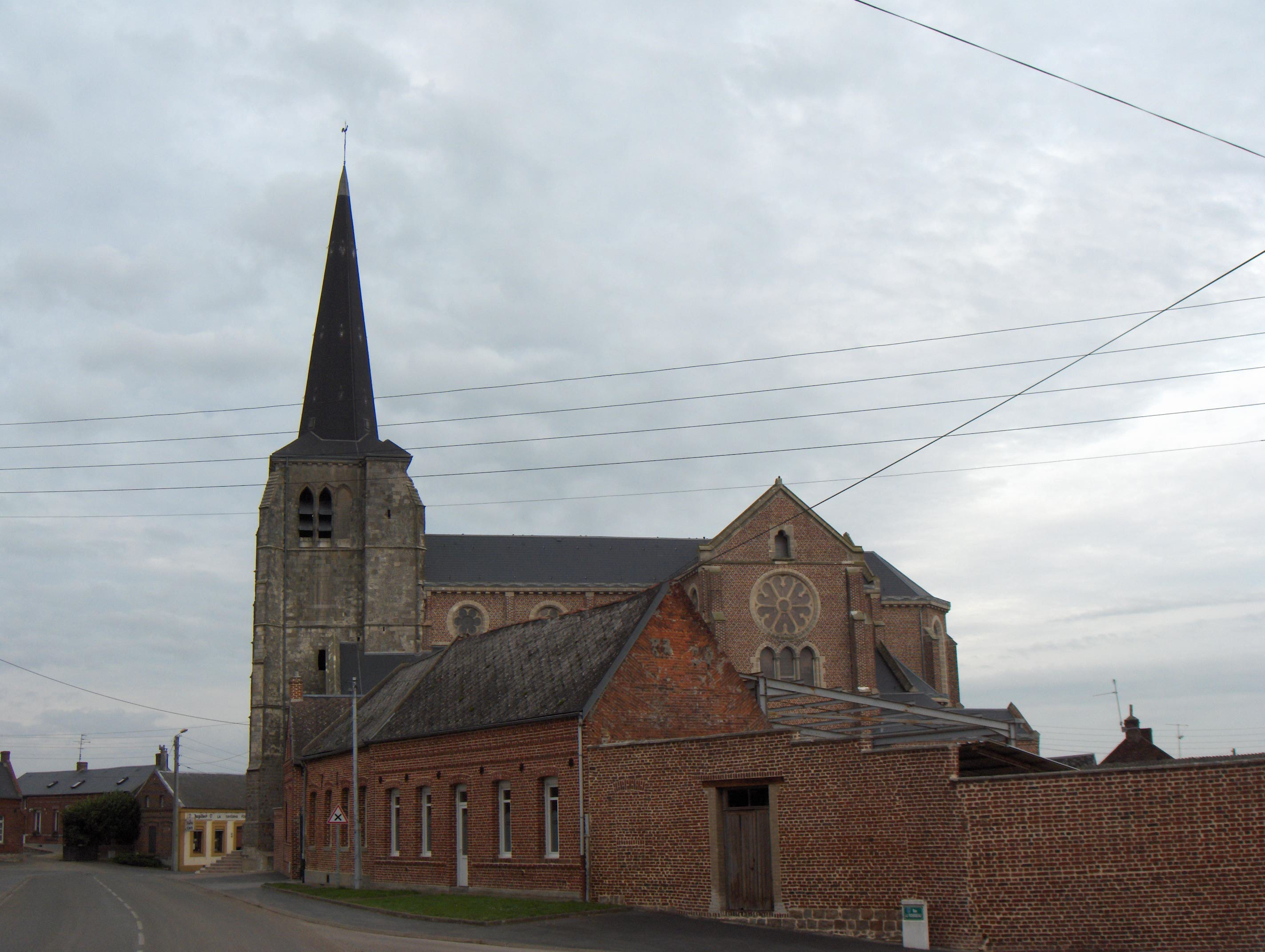
Heilig Kruiskerk in Fontaine-au-Pire (toren uit de 16e eeuw, neogotisch schip uit de 19e eeuw)

## Geografie
De oppervlakte van Fontaine-au-Pire bedroeg op 1 januari 2022 7,57 vierkante kilometer; de bevolkingsdichtheid was toen 159,7 inwoners per km².

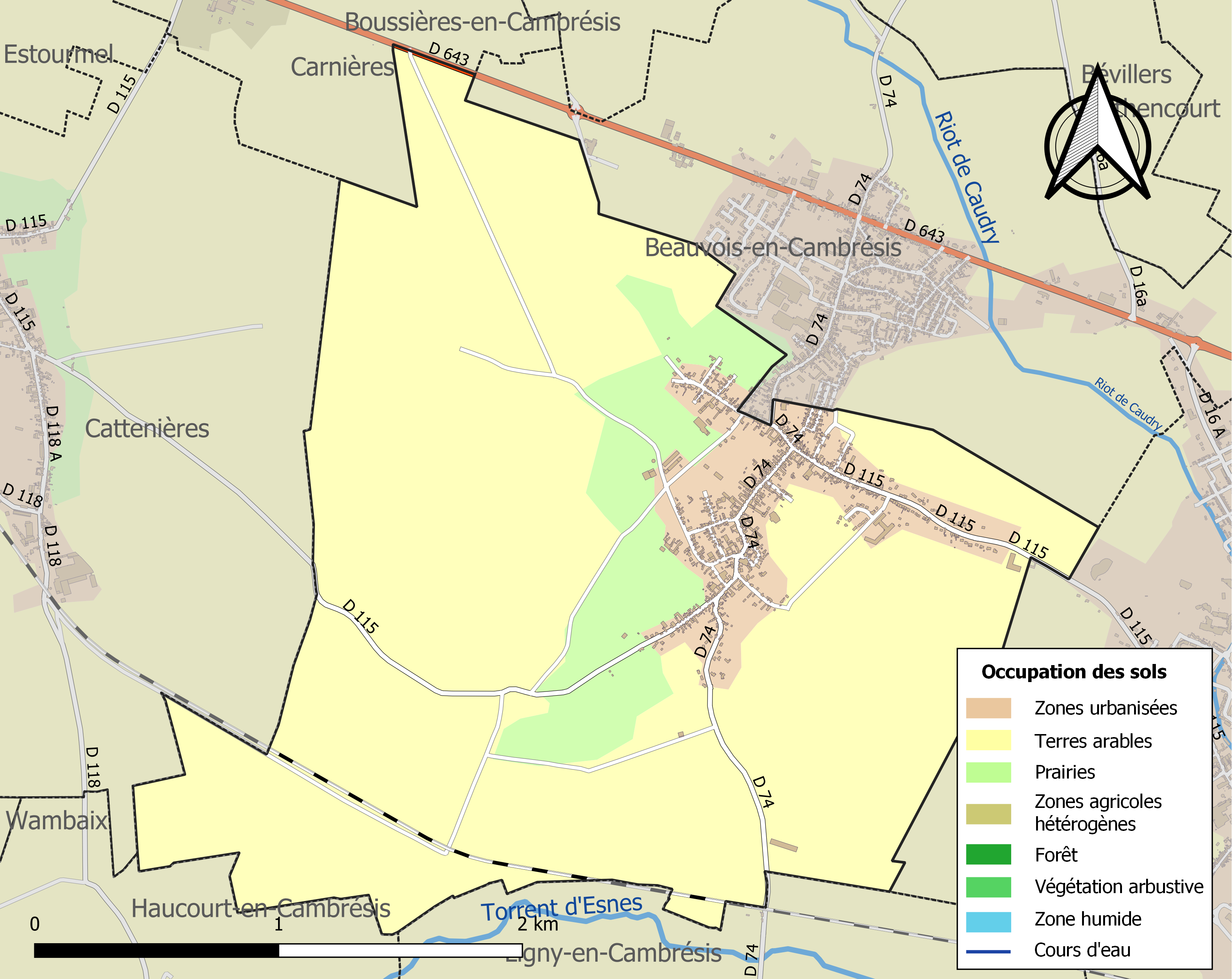
Kaart van de gemeente met belangrijkste infrastructuur, bodemgebruik en omliggende gemeenten

## Demografie
Onderstaande figuur toont het verloop van het inwonertal (bron: INSEE-tellingen).